# Hystrix
Hystrix là một chi động vật có vú trong họ Nhím lông Cựu Thế giới, bộ Gặm nhấm. Chi này được Linnaeus miêu tả năm 1758. Loài điển hình của chi này là Hystrix cristata Linnaeus, 1758.

## Hình ảnh

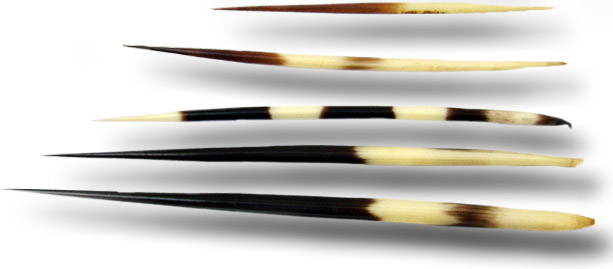
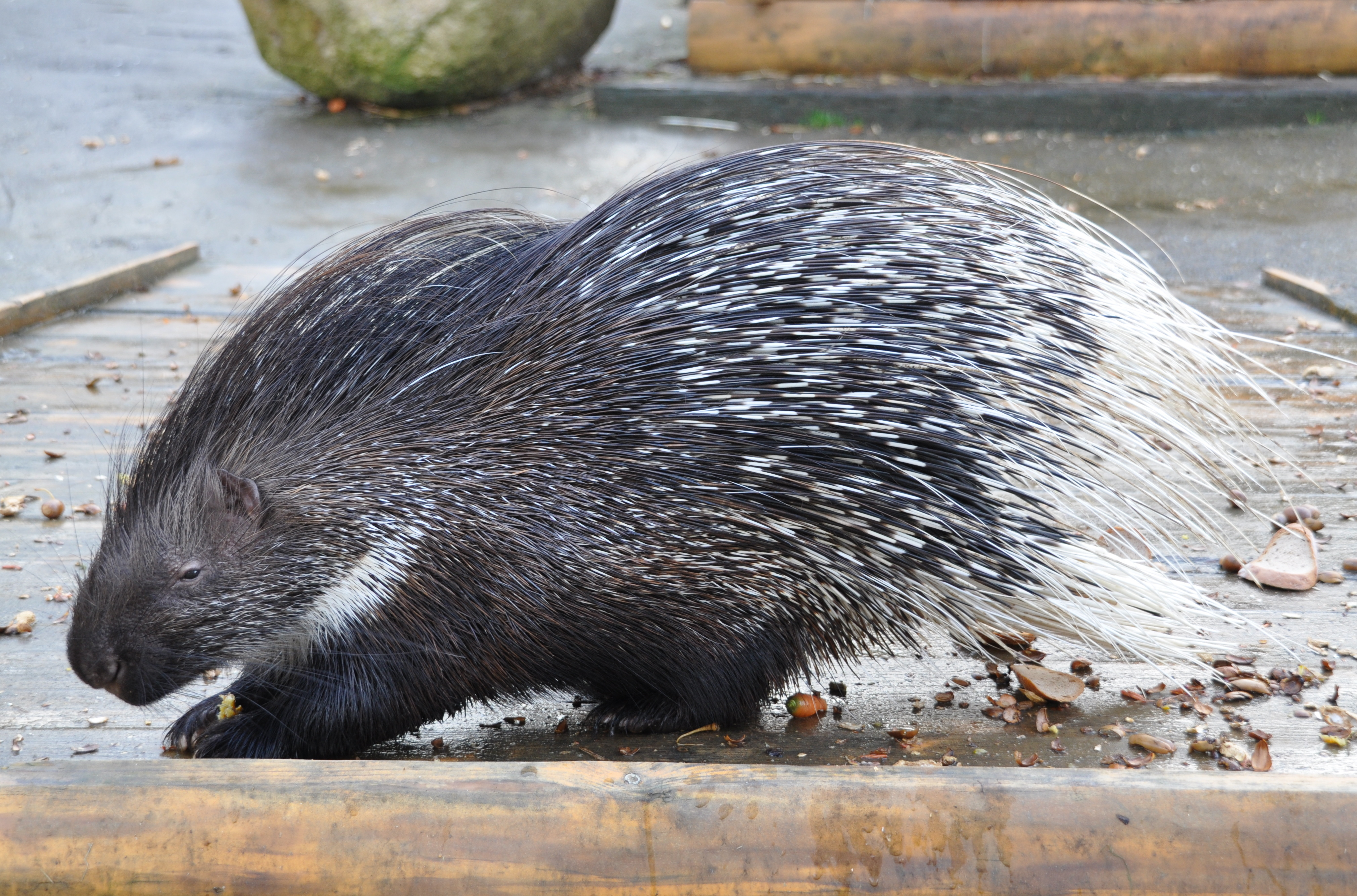
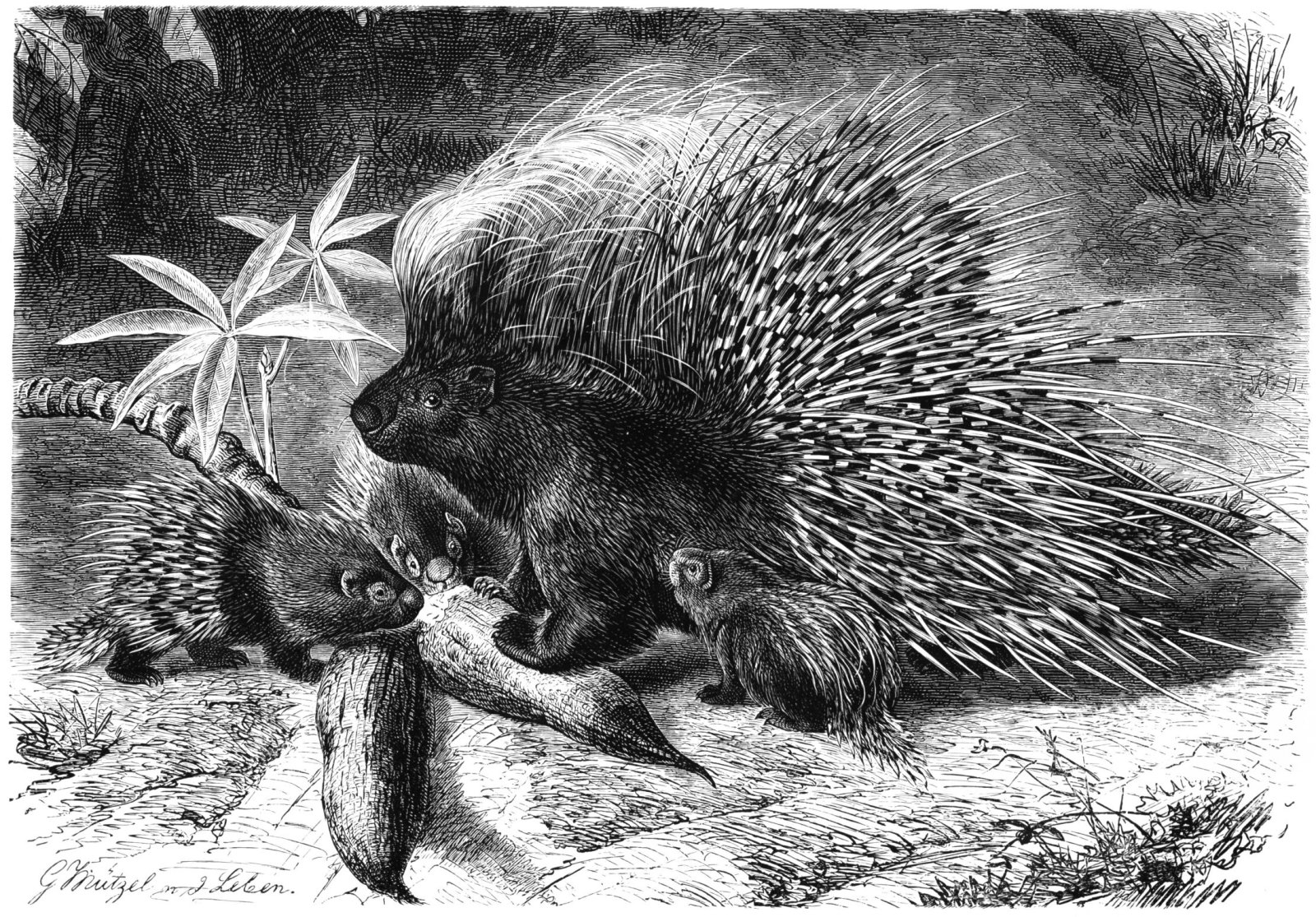
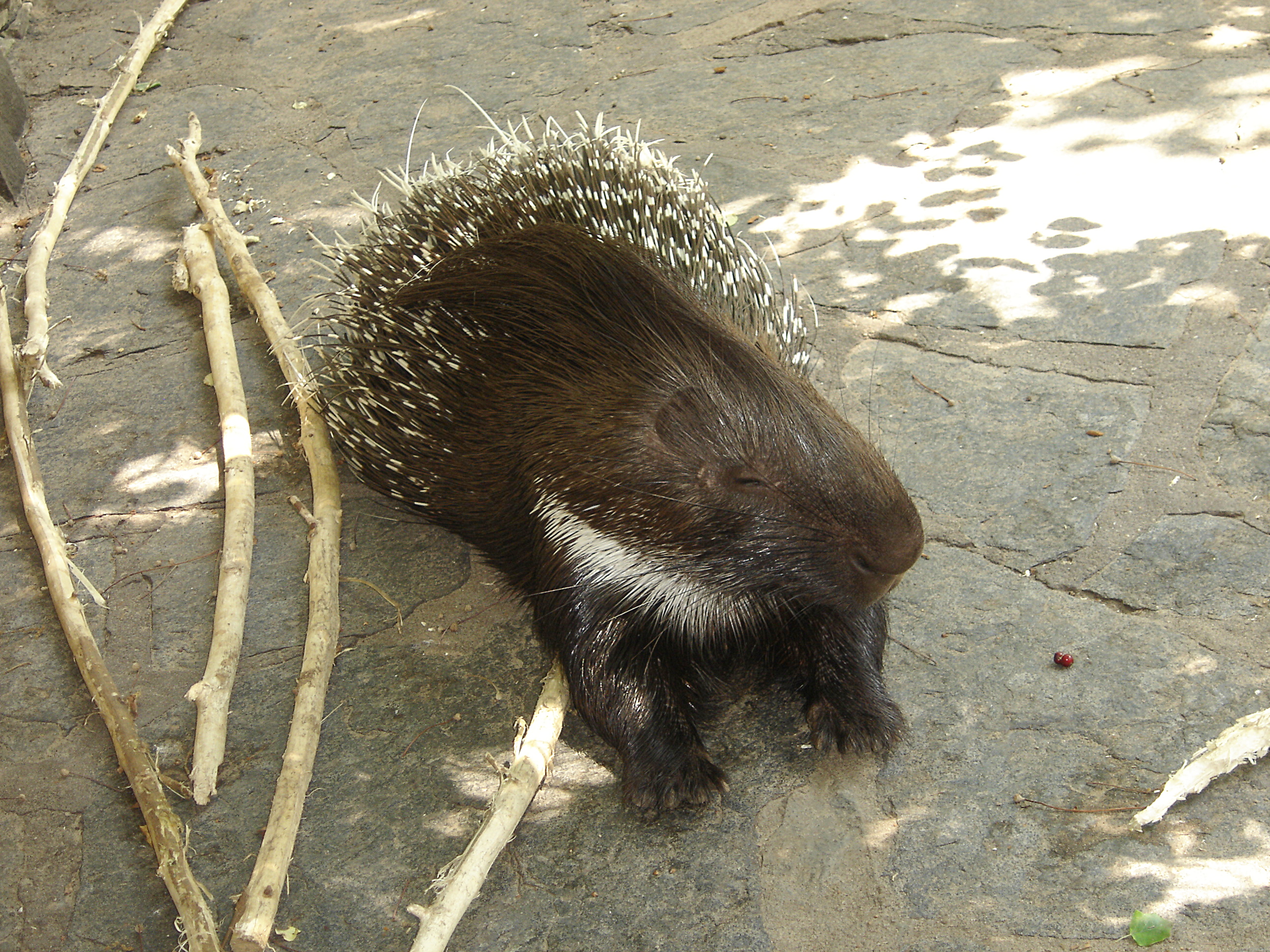

## Các loài
Chi này gồm các loài:
Phân chi Thecurus
- Hystrix crassispinis
- Hystrix pumila
- Hystrix sumatrae

Phân chi Acanthion
- Hystrix brachyura
- Hystrix javanica

Phân chi Hystrix
- Hystrix africaeaustralis
- Hystrix cristata
- Hystrix indica